# Nguyễn Thiện Kế
Nguyễn Thiện Kế (1849-1937) tên tự là Trung Khả, hiệu Đường Vân hay Nễ Giang, còn được gọi là Huyện Nẻ hay Huyện Móm, là 1 chỉ huy của khởi nghĩa Bãi Sậy trong phong trào Cần Vương và là em ruột của thủ lĩnh Nguyễn Thiện Thuật, quê ở làng Xuân Đào, xã Xuân Dục, huyện Mỹ Hào (nay là thị xã Mỹ Hào), tỉnh Hưng Yên. Ngoài ra, ông còn làm thơ trào phúng và cũng là anh rể của thi sĩ Tản Đà.

## Tiểu sử
Sau khi đậu cử nhân, ông được triều Nguyễn bổ nhiệm làm tri phủ nhưng sau đó bị cách chức rồi lại được bổ làm huấn đạo Hoàn Long, tri phủ huyện Tùng Thiện (Sơn Tây).
Tháng 11/1888, em ông là Nguyễn Thiện Dương tử trận trong khi giao chiến với quân Pháp. Ngày 11/11 năm 1888, để trả đũa hơn 400 quân Bãi Sậy do Nguyễn Thiện Kế cùng Đề đốc Nguyễn Văn Sung, Đốc binh Vũ Văn Đồng bất ngờ tấn công Hoàng Cao Khải cùng giám binh Ney, chỉ huy đồn Mỹ Hào khi 2 người này đưa lính về gặt lúa ở Liêu Trung, tổng Liêu Xá. Hoàng Cao Khải cuống quá phải lột quần áo của người đánh dậm trốn về đồn Mỹ Hào rồi nhờ giáo dân Kẻ Sặt đưa đường chạy về Hải Dương. Lãnh binh Ney thì chết ngay tại chỗ cùng 30 người khác.
Năm 1890, Nguyễn Thiện Thuật sang Trung Hoa cầu viện và giao quyền chỉ huy lại cho em là Nguyễn Thiện Kế. Trong trận đánh tại Bích Khê, Ngô Thấn (thuộc huyện Gia Lương, Hà Bắc) ngày 12/4 năm 1892 quân Bãi Sậy bị thiệt hại nặng. Sau đó Thiện Kế bị bắt ở chợ Sơn (Tiên Sơn - Bắc Ninh) và bị đày ra Côn Đảo cho tới lúc ngoài 70 mới được tha về quản thúc tại quê.
Năm 1937, Nguyễn Thiện Kế qua đời, thọ 88 tuổi.

### Văn chương trào phúng
Ngoài việc là chỉ huy quân Bãi Sậy, Nguyễn Thiện Kế còn làm nhiều thơ trào phúng. Trong dòng thơ trào phúng cận đại tại Việt Nam, tên tuổi ông chỉ đứng sau Tú Xương. Đối với Lê Hoan, người đã giúp quân Pháp đánh dẹp khởi nghĩa Yên Thế do Hoàng Hoa Thám lãnh đạo, ông cũng có làm thơ trào phúng về nhân vật này.
Tổng đốc miền Đông ngỡ đứa nào
Lê Hoan thôi lại tụi Hoàng Cao
Cậu hầu ngày trước, tay còn tráp
Ông lớn bây giờ, ngực đã sao
Rể, được thượng Trần thêm xứng đáng,
Giặc, nhờ Đề Thám có huân lao
Tướng tinh nay đã quay đầu lại
Đôi mắt trừng trường ngược mũi đao!
Ngoài ra, ông còn viết một số tác phẩm khác như Đại viên thập vịnh- 10 bài vịnh 10 vị quan lớn, Tiểu viên tam thập vịnh- 30 bài vịnh 30 vị quan nhỏ và bài Phú tài bàn cũng rất nổi tiếng.